# Ketaren
Ketaren is een bestuurslaag in het regentschap Karo van de provincie Noord-Sumatra, Indonesië. Ketaren telt 6547 inwoners (volkstelling 2010).